# Magnojević Srednji
Magnojević Srednji (en serbe cyrillique : Магнојевић Средњи) est un village de Bosnie-Herzégovine. Il est situé sur le territoire de la ville de Bijeljina et dans la république serbe de Bosnie. Selon les premiers résultats du recensement bosnien de 2013, il compte 360 habitants.

## Géographie
Le village est situé sur les bords de la rivière Gnjica.

## Démographie

### Évolution historique de la population dans la localité
| 1948 | 1953 | 1961 | 1971 | 1981 | 1991 | 2013 |
| ---- | ---- | ---- | ---- | ---- | ---- | ---- |
| 386  | 404  | 360  | 508  | 348  | 332  | 360  |

|  |